# Chris Lawrence
Christopher J. Lawrence (London, 1933. július 27. – 2011. augusztus 13.) brit autóversenyző.

## Pályafutása
1966-ban a Formula–1-es világbajnokság két versenyén állt rajthoz. A brit nagydíjon tizenegyedikként ért célba, hét körös hátrányban a győztes Jack Brabham mögött. A német futamon technikai problémák miatt kiesett.
Chris részt vett több, a világbajnokság keretein kívül rendezett Formula–1-es versenyen is pályafutása alatt.

## Eredményei

### Teljes Formula–1-es eredménylistája
(Táblázat értelmezése)

(Félkövér: pole-pozícióból indult; dőlt: leggyorsabb kört futott) 

| Év   | Csapat                      | Modell     | Motor       | 1   | 2   | 3   | 4      | 5   | 6      | 7   | 8   | 9   | Helyezés | Pont |
| ---- | --------------------------- | ---------- | ----------- | --- | --- | --- | ------ | --- | ------ | --- | --- | --- | -------- | ---- |
| 1966 | J.A. Pearce Engineering Ltd | Cooper T73 | Ferrari V12 | MON | BEL | FRA | GBR 11 | NED | GER Ki | ITA | USA | MEX | -        | 0    |

## Külső hivatkozások
- Profilja a grandprix.com honlapon (angolul)
- Profilja a statsf1.com honlapon (angolul)
- Profilja a driverdatabase.com honlapon (angolul)

1. ↑  http://www.classicandsportscar.com/news/general-classic-car-news/morgan-racing-legend-and-monica-creator-chris-lawrence-dies